# حبة البركة

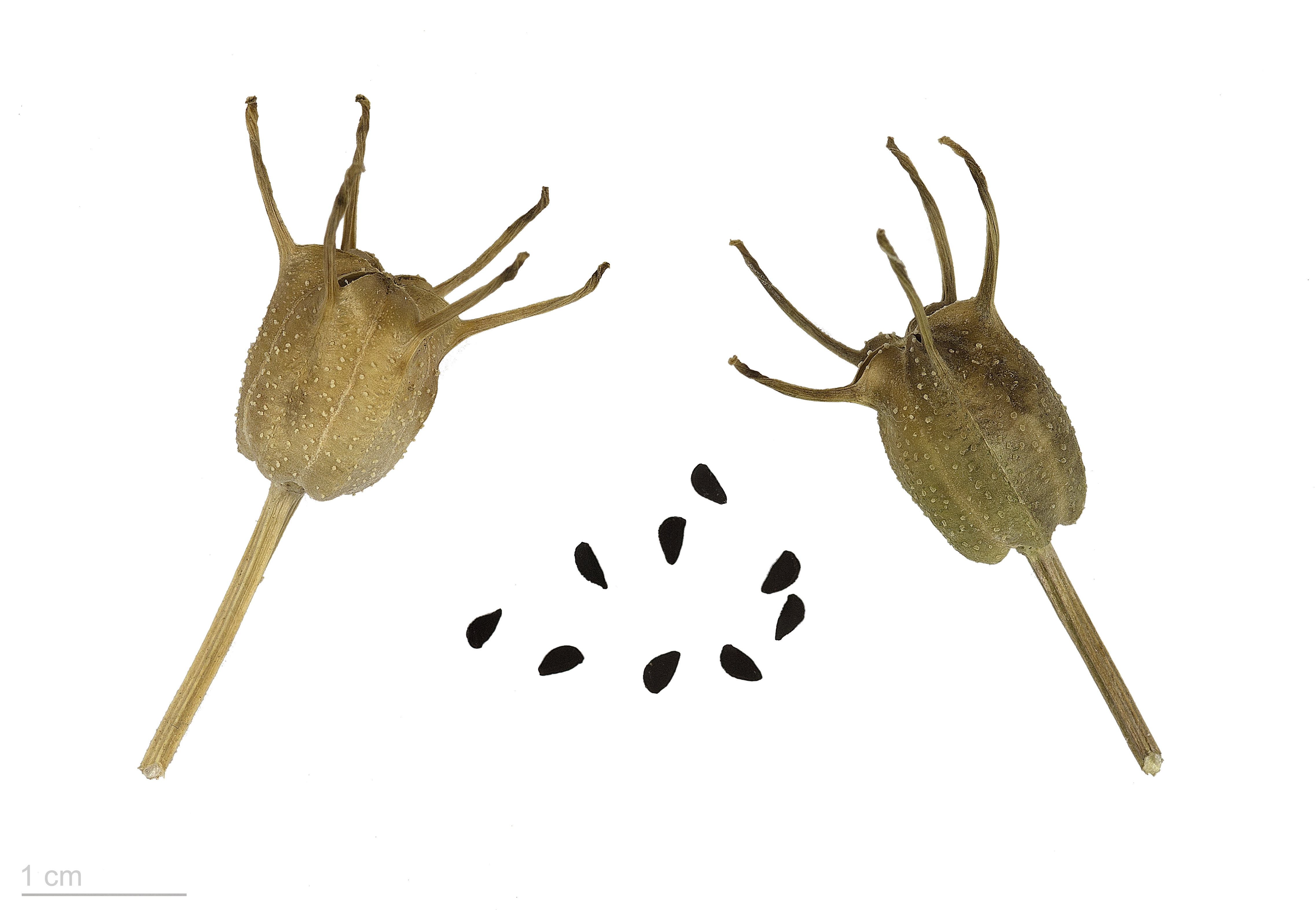
الشونيز المزروع

حبة سوداء، كمون أسود أو الشونيز المزروع أو  حبة البركة (الاسم العلمي: Nigella sativa) نوع نباتي ينتمي إلى جنس الشونيز من الفصيلة الحوذانية. تنتج ثماره البذور المعروفة بحبة البركة.

## الأسماء
الحبة السوداء أو الكمون الأسود أو الفُقاح الأسود أو السانُوج أو السينُوج أو الكون البري أو القَزحة أو القُحْطة أو شونياز أو بالكالونجي الأسود أو الكراوية السوداء.

## الوصف النباتي
عشبة حولية تعلو 30 سم، لها ساق منتصبة متفرعة وأوراق دقيقة عميقة الفصوص وأزهار زرقاء إلى رمادية وقرون وبذور مسننة، موطنها الجزيرة العربية والمشرق العربي والمغرب العربي وإيران والهند وباكستان، تزرع في كثير من أنحاء آسيا ومنطقة حوض البحر الأبيض المتوسط.

## الاستعمالات الطبية
يحتوي زيت حبة البركة على العديد من الحموض الدهنية الأساسيّة. تحتوي حبة البركة على مادة Nigellone وهي أحد مضادات الأكسدة الطبيعية وكذلك الجلوتاثيون. تحتوي بذور حبة البركة على حمض الأرغينين.
وقد عُثر على الحبة السوداء في قبر توت عنخ آمون، وقد أورد دستورديرس الطبيب الإغريقي (طبيب يوناني شهير عاش في القرن الأول الميلادي)، أن بذور الحبة السوداء تؤخذ لعلاج الصداع والنزلة الأنفية وألم الأسنان والديدان المعدية، كما تؤخذ بكميات كبيرة كمدر للبول وللحض على الحيض وزيادة درّ الحليب.
ورد في الحديث عن نبي الإسلام محمد أنه قال: «إن هذه الحبة السوداء شفاء من كل داء إلا السام، قلت: وما السام؟ قال الموت».
وكانت حبة البركة تستعمل منذ القدم في تتبيل الفطائر لتكسبها الطعم الشهي، كما تخلط مع العسل الأسود والسمسم بعد سحقها حلاوة تؤخذ على الريق كمقوية ومنبّهة وطاردة للبلغم ولمقاومة شدة البرد في الشتاء القارص وزيادة المناعة ضد نوبات البرد والربو.
وقال عنها ابن سينا صاحب القانون: «والشونيز (حبة البركة) حريف مقطع للبلغم جلاء ويحلل الريح والنفخ وتنقيته بالغة ويوضع مع الخل على البثور اللبنية ويحل الأورام البلغمية والصلبة ومع الخل على القروح البلغمية والجرب المتقرح، وينفع من الزكام وخصوصًا مسحوقاً ومجعولاً في صرة كتان، يطلى على جبهة من به صداع. وإذا نقع في الخل ليلة ثم سحق وأُعطي للمريض يستنشقه نفع من الأوجاع المزمنة في الرأس. لقتل الديدان ولو طلاء على السرة، ويدر الطمث إذا استعمل أياماً ويسقى بالعسل والماء الحار للحصاة في المثانة والكِلى».

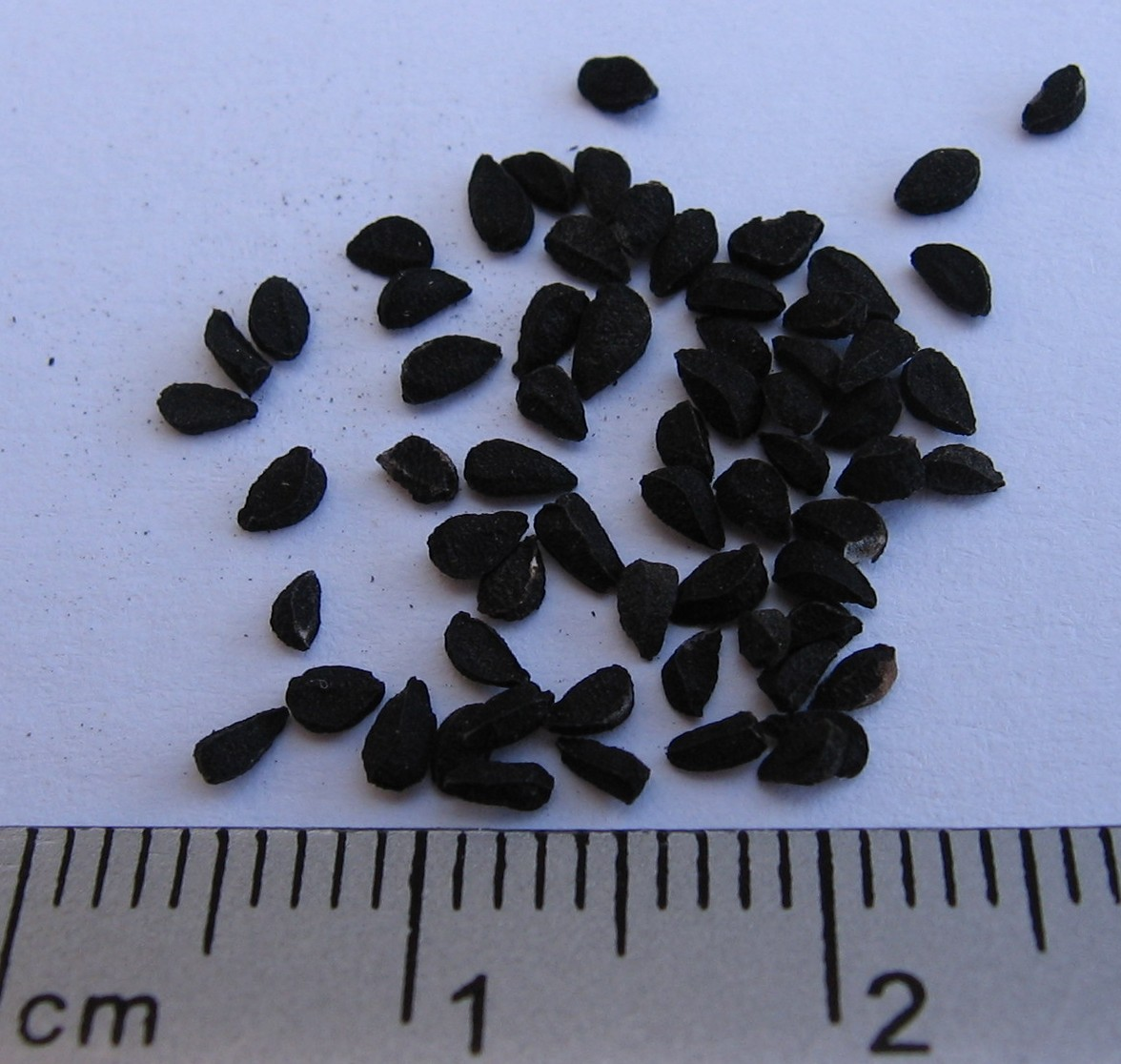
حبة البركة

## المواد الفعالة
مادة Thymoquinone هي أحد المواد الفعالة الأكثر أهمية في حبة البركة، وقد أجريت عليها الكثير من الأبحاث العملية المختلفة واثبت نجاعتها في المساهمة في علاج مرض السرطان مثل سرطان البنكرياس، سرطان الثدي، سرطان المعدة وسرطان القولون.
كما وجد وفق الأبحاث العلمية ان مادة Thymoquinone فعالة في علاج السكري وعلاج الحساسية بأنواعها.

## في الإسلام
كان المسلمون يستخدمون ويرشدون إلى استخدام حبة البركة أو الحبة السوداء لسنوات عديدة، وقد تم تشكيل عدة مقالات حول هذا الموضوع. كما تم استخدام البذور السوداء في جميع أنحاء العالم لأكثر من 3000 سنة. تمثل الحبة السوداء عشبا نبويا، وكذلك تحمل مكانا ملحوظا في أدوية النبي. ومن المثير للاهتمام أنه لم يتم استخدامها بوفرة قبل أن يجعل النبي محمد استخدامها معروفا. على الرغم من أن هناك أكثر من 400 عشبا مستخدما من قبل النبي محمد ومسجلة في أعشاب غالين وأبقراط، كانت الحبة السوداء ليست علاجا مغمورا بين معظم العلاجات السائدة في ذلك الوقت. وبسبب الطريقة التي انتشر بها الإسلام، فإن استخدام وانتشار الحبة السوداء يعرف على نطاق واسع بأنه «علاج النبي».

### حبة البركة في الحديث
أوضح أبو هريرة أن النبي صلى الله عليه وسلم قال:«في الحبة السودآء شفآء من كل دآء إلا السام».

### ابن القيم الجوزية
قال ابن القيم إن «الحبة السوداء تساعد على مواجهة مجموعة واسعة من الأمراض كالبرد وتفكك حصوات الكلى والبروستاتا وتقضي على الديدان. بالإضافة وغيرها من الأمراض».